# Vicente Iborra
Pour les articles homonymes, voir Iborra.
Vicente Iborra de la Fuente, né le 16 janvier 1988 à Moncada en Espagne, est un footballeur espagnol ayant évolué au poste de milieu défensif.

## Biographie

### Carrière en club

#### Leicester City (2017-2019)
Le 6 juillet 2017, Iborra s'engage avec Leicester City pour quatre ans.

#### Villarreal CF (2019-2023)
Le 7 janvier 2019, Iborra signe au Villarreal CF pour quatre ans. 
Le 13 décembre 2020, Iborra se rompt le ligament croisé antérieur du genou gauche contre le Real Betis ; ce qui met un terme à sa saison.

#### Olympiakós (depuis 2023)
En juillet 2023, il s'engage officiellement en faveur de l'Olympiakós.

## Palmarès
Avec le Séville FC, Iborra remporte la Ligue Europa lors de trois années consécutives, en 2014, 2015 et 2016. Il remporte cette même compétition en 2021 avec le Villarreal CF, toujours sous les ordres de Unai Emery. Il est également finaliste de la Supercoupe de l'UEFA en 2021. Il remporte la Ligue Europa Conférence, en 2024 avec l’Olympiakos face à la Fiorentina.